# 1,4-cyclohexadieen
1,4-cyclohexadieen is een ontvlambare en toxische, heldere, kleurloze vloeistof met als brutoformule C6H8. Ze is niet oplosbaar in water.

## Synthese
1,4-cyclohexadieen en ervan afgeleide cycloalkenen kunnen gesynthetiseerd worden uit benzeen met behulp van lithium of natrium in vloeibare ammoniak, via de Birch-reductie. 1,4-cyclohexadieen oxideert echter makkelijk tot benzeen. De drijvende kracht daarachter is de vorming van de aromatische ring en de stabilisatie door een cyclisch geconjugeerd systeem. Op laboratoriumschaal is de reactie uit te voeren met behulp van een alkeen (bijvoorbeeld styreen) en een palladiumverbinding op houtskool als katalysator.

## Natuurlijk voorkomen
γ-terpineen vormt een natuurlijk derivaat van 1,4-cyclohexadieen, dat voorkomt in de etherische olie afkomstig uit koriander, citroen en komijn.